# Ali Sabri
Ali Sabri (Il Cairo, 30 agosto 1920 – Il Cairo, 3 agosto 1991) è stato un politico e militare egiziano, di origini turche, primo ministro dell'Egitto dal 1962 al 1965.

## Biografia
Sabri fu uno degli ufficiali dell'Esercito egiziano che parteciparono alla Rivoluzione egiziana del 1952 che portò alla deposizione della monarchia e alla nascita della repubblica. Dal 1956 al 1957 fu a capo dell'Apparato d'informazioni generali.
Dal 1962 al 1965 fu il 32º primo ministro dell'Egitto, e nominò per la prima volta una donna come ministro: Hikmat Abu Zayd (1922-2011) come ministro degli Affari Sociali.
Quando Gamal Abd el-Nasser morì nel 1970, Anwar al-Sadat fu il principale candidato a succedergli, ma anche Sabri era considerato un uomo importante in grado di succedere al presidente defunto. 
Sabri era vicepresidente e considerato come il numero due per importanza nel regime di Sadat. 
Nonostante questo fu una delle vittime più illustri della "Rivoluzione correttiva", e fu imprigionato. 
Era considerato come un ferreo socialista, e fu criticato in più occasioni per le sue origini ricche. Sua madre Dewlet Shamsi e suo padre Abbas-Baligh Sabri erano di discendenza turco-circassiane e provenivano dalla casta privilegiata.
Era il nipote di Ali Shamsi Pasha (1885-1962) uno dei fondatori del partito Wafd e ministro per lungo tempo nel regno di Fu'ad I d'Egitto che in seguito divenne il primo egiziano a dirigere la Banca nazionale d'Egitto che era la principale banca del paese.